# レナン・ロディ
- レナン・ロージ

レナン・アウグスト・ロディ・ドス・サントス（Renan Augusto Lodi dos Santos  ,  1998年4月8日 - ）は、ブラジル・サンパウロ州セラーナ出身のサッカー選手。アル・ヒラル所属。ポジションはDF。ブラジル代表。

## 経歴

### アトレチコ・パラナエンセ
サンパウロ州セハナで生まれたロディは、2012年にアトレチコ・パラナエンセのユースチームに加入した。 2016年10月14日、グレミオ戦に出場し、セリエAとトップチームのデビューを果たした。
その後、カンピオナート・パラナエンセのU-23チームに選ばれ、2018年3月25日、マリンガ戦で初ゴールを決めた。その3日後、クラブと2021年まで契約を延長した。
新しい監督のチアゴ・ヌネスの元で出場機会を増やしていき、 2018年8月10日、2022年まで契約を更新した。

### アトレティコ・マドリード

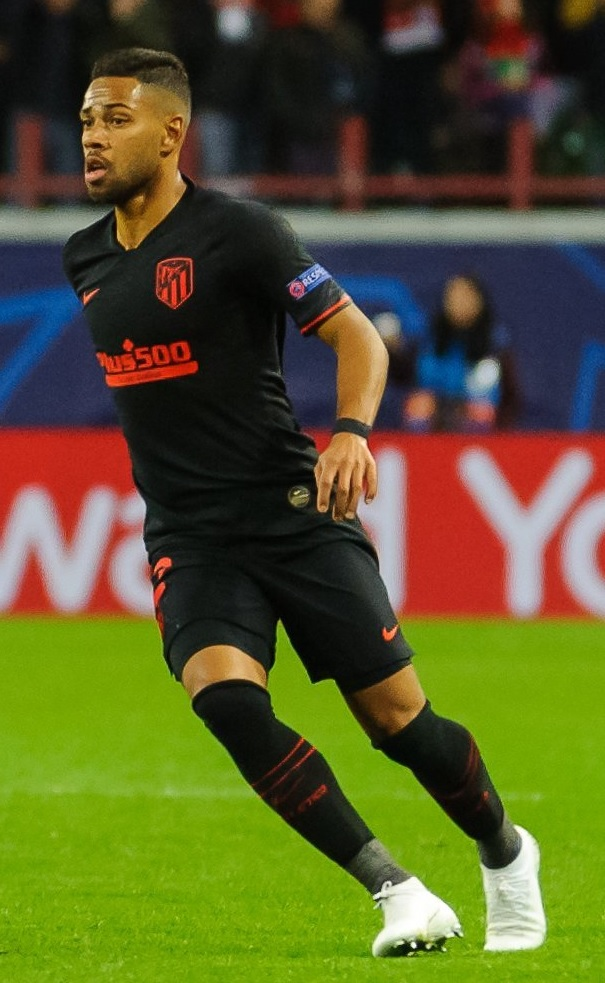
アトレティコ・マドリードでプレーするロディ(2019年)

2019年6月28日、アトレティコ・マドリードと、移籍について原則的に合意。契約は2019年7月7日に完了し、クラブと6年間の契約を結んだ。移籍金は2000万ユーロ（約24億4000万円）とされている。アトレティコを同じ夏に退団した同じブラジル人のフィリペ・ルイスの後釜として獲得され、背番号は12番に決まった。
開幕戦のヘタフェ戦からスタメンに起用され、アトレティコ、リーガデビューをした。 2019年11月24日、グラナダ戦でクラブ初ゴールを決めた。2020年2月20日、チャンピオンズリーグ ラウンド16 1stレグのリヴァプール戦では、マン・オブ・ザ・マッチ、プレイヤー・オブ・ザ・ウィークに選出される活躍をみせ、チームの準々決勝進出に貢献した。2019-20シーズンはチームの主力としてリーグ戦32試合に出場した。

### ノッティンガム・フォレストFC
2022年8月28日、ノッティンガム・フォレストFCへの2022-23シーズン終了までの移籍が決定。

### オリンピック・マルセイユ
2023年7月14日、移籍金1,300万ユーロでオリンピック・マルセイユへ移籍し、5年契約を結んだ。なお、今後マルセイユから移籍する際の移籍金20%をアトレティコ・マドリードが受け取る旨の契約も含まれている。

### アル・ヒラル
2024年1月17日、サウジ・プロフェッショナルリーグのアル・ヒラルに2027年末までの3年半の契約で移籍した。

## 代表経歴
アトレティコ・マドリードとディエゴ・シメオネの意向で、U-23代表ではプレーしなかった。
2019年10月、A代表に初招集され、10月10日のセネガル代表戦で、アレックス・サンドロに代わり途中交代でA代表デビューした。2021年に参加したコパ・アメリカ2021では、ブラジル代表の全試合に出場したが、決勝でアルゼンチン代表に敗れた。

## エピソード
- アトレティコ・マドリード加入当初、クラブとシメオネによってU-23ブラジル代表でプレーすることを許可されなかったこと困惑し、シメオネに『ブラジルに帰らせてくれ』と懇願した。
- ラ・リーグデビュー戦で2枚のイエローカードで退場になった後、恋人に『もう無理だ、ブラジルに帰ろう』と話したなど、当時21歳でブラジルから遠く離れたマドリードに恋人と2人だけで移住してきたロディは、精神的に不安定だったことを明かした[11]。
- 2020年5月、新型コロナウイルスに感染していることが発覚[12]。症状は無く、自宅隔離された。

## 個人成績

### クラブ
2024年1月18日現在
| クラブ        | シーズン     | リーグ戦       | リーグ戦 | リーグ戦 | 国内カップ戦 | 国内カップ戦 | リーグ杯 | リーグ杯 | 国際大会 | 国際大会 | その他 | その他 | 通算 | 通算 |
| クラブ        | シーズン     | ディビジョン   | 出場     | 得点     | 出場         | 得点         | 出場     | 得点     | 出場     | 得点     | 出場   | 得点   | 出場 | 得点 |
| ------------- | ------------ | -------------- | -------- | -------- | ------------ | ------------ | -------- | -------- | -------- | -------- | ------ | ------ | ---- | ---- |
| アトレチコ-PR | 2016         | セリエA        | 3        | 0        | 0            | 0            | -        | -        | 0        | 0        | 0      | 0      | 3    | 0    |
| アトレチコ-PR | 2017         | セリエA        | 0        | 0        | 0            | 0            | -        | -        | 0        | 0        | 7      | 0      | 7    | 0    |
| アトレチコ-PR | 2018         | セリエA        | 24       | 0        | 1            | 0            | -        | -        | 12       | 2        | 11     | 1      | 48   | 3    |
| アトレチコ-PR | 2019         | セリエA        | 3        | 0        | 1            | 0            | -        | -        | 6        | 2        | 2      | 0      | 12   | 2    |
| アトレチコ-PR | クラブ通算   | クラブ通算     | 30       | 0        | 2            | 0            | 0        | 0        | 18       | 4        | 20     | 1      | 70   | 5    |
| A・マドリード | 2019-20      | ラ・リーガ     | 32       | 1        | 0            | 0            | -        | -        | 9        | 0        | 2      | 0      | 43   | 1    |
| A・マドリード | 2020-21      | ラ・リーガ     | 23       | 1        | 2            | 0            | -        | -        | 8        | 0        | -      | -      | 33   | 1    |
| A・マドリード | 2021-22      | ラ・リーガ     | 29       | 2        | 2            | 1            | -        | -        | 10       | 1        | 1      | 0      | 42   | 4    |
| A・マドリード | クラブ通算   | クラブ通算     | 84       | 4        | 4            | 1            | 0        | 0        | 27       | 1        | 3      | 0      | 118  | 6    |
| N・フォレスト | 2022-23      | プレミアリーグ | 28       | 0        | 0            | 0            | 4        | 1        | -        | -        | -      | -      | 32   | 1    |
| マルセイユ    | 2023-24      | リーグ・アン   | 14       | 0        | 1            | 0            | -        | -        | 8        | 0        | -      | -      | 23   | 0    |
| キャリア通算  | キャリア通算 | キャリア通算   | 156      | 4        | 7            | 1            | 4        | 1        | 53       | 5        | 23     | 1      | 243  | 12   |

### 代表
国際Aマッチ 19試合 0得点（2019年- ）
| ブラジル代表 | 国際Aマッチ | 国際Aマッチ |
| 年           | 出場        | 得点        |
| ------------ | ----------- | ----------- |
| 2019         | 4           | 0           |
| 2020         | 4           | 0           |
| 2021         | 7           | 0           |
| 2022         | 1           | 0           |
| 2023         | 3           | 0           |
| 通算         | 19          | 0           |

## タイトル

### クラブ
アトレチコ-PR
- コパ・スダメリカーナ : 1回（2018）
- カンピオナート・パラナエンセ : 1回（2018）

アトレティコ・マドリード
- ラ・リーガ：1回 （2020-21）